# Charles Avison
Charles Avison (Newcastle upon Tyne, febbraio 1709 – Newcastle upon Tyne, 10 maggio 1770) è stato un compositore e organista britannico.
Vissuto tra i periodi barocco e classico, fu il maggiore compositore inglese di concerti grossi del XVIII secolo, nonché un importante teorico della musica.

## Biografia
Poco si conosce della gioventù di Avison. Era il quinto di nove figli di Richard e Anne Avison, ambedue musicisti, e fu battezzato il 16 febbraio alla St. John's Church.

## Personalità artistica
È ricordato principalmente per i 12 Concerti Grossi after Scarlatti e l'Essay on Musical Expression, la prima pubblicazione critica sulla musica in lingua inglese , nella quale egli non esitò nel biasimare Georg Friedrich Händel, nonostante quest'ultimo fosse ammirato nell'Inghilterra dell'epoca.
Fu un continuatore della tradizione italiana del concerto grosso che aveva reso popolare Francesco Geminiani a Londra.